# Fort de Mseilha
Le fort de Mseilha est un fort historique situé sur les rives du Nahr el-Jaouz, au Nord de la ville libanaise de Batroun. Il est aussi connu sous le nom Puy du Connétable, mais aussi Kalaat Mezsbaheh au XIXe siècle.

## Histoire
Il semble avoir été construit pour la première fois par les Croisés, lorsque ceux-ci observent que quelques hommes peuvent défendre le défilé contournant le massif rocheux du Râs Shaqq.
Par la suite, ceux-ci font fortifier cet emplacement, qui reçoit les noms de  Puy du Connétable, Puy Guillaume ou encore Passe Saint-Guillaume, et est attribué au connétable de Tripoli, probablement Guillaume de Farabel en 1106.
Le bâtiment actuel est remanié par l'Emir Fakhr-al-Din II, vers 1624, qui garde cependant des éléments architecturaux typique de la période des Croisades, tels que des fentes de tir.

## Architecture
Le fort est constitué de deux sections homogènes, construites à des phases distinctes. On y accède par un étroit chemin puis des escaliers taillés sur le flanc nord de l'éperon rocheux. Une petite plateforme permet d'accéder à l'entrée principale. Cette porte s'ouvre sur un vestibule voûté suivi d'une cour triangulaire exiguë. Sur le côté sud de la cour, se trouvent deux travées voûtées qui s'ouvrent sur un espace souterrain utilisé comme entrepôt et citerne.
La partie la plus élevées du fort est accessible par le côté est de la cour principale. Un corridor suivi d'un hall et de trois chambres voutées donne accès à la tour est. Un escalier interne permet d'accéder au niveau supérieur. Cette section est la plus équipée et fortifiée, de par le rôle stratégique qu'avait le site pour contrôler l'accès à la vallée du Nahr el-Jaouz, .